# 京都大学人文科学研究所附属人文情報学創新センター

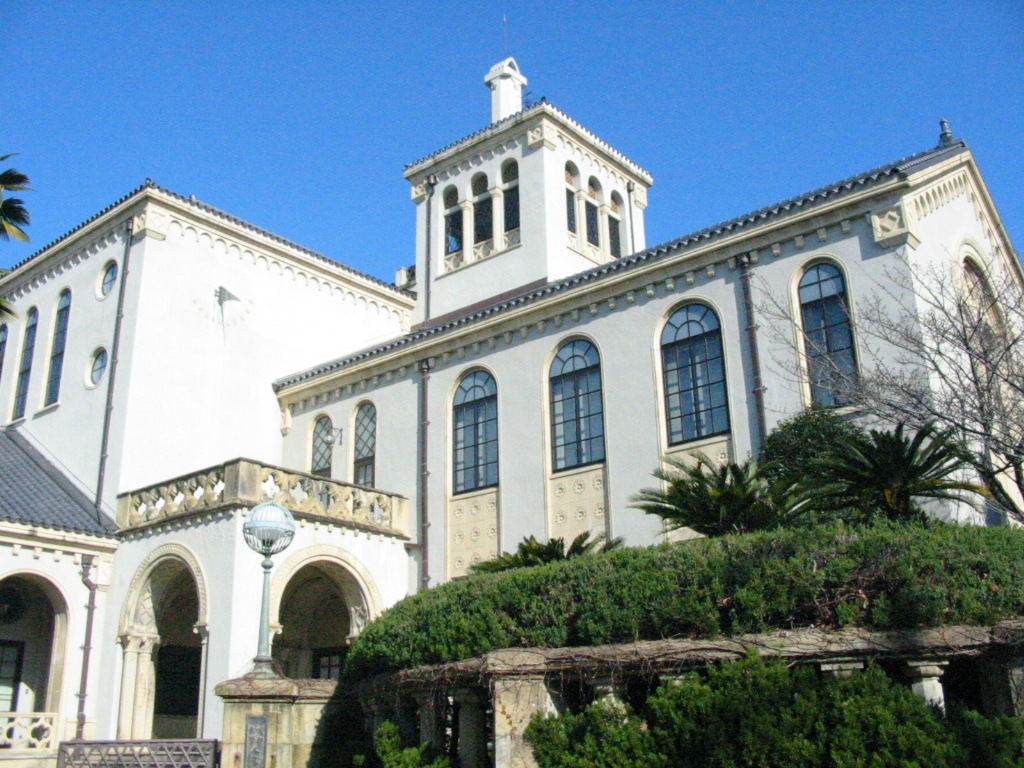
東アジア人文情報学研究センター所屋

京都大学人文科学研究所附属人文情報学創新センター（きょうとだいがくじんぶんかがくふぞく じんぶんじょうほうがくそうしんセンター）は、京都市左京区北白川に所在する京都大学人文科学研究所の附属機関。
2009年4月までの旧称は、京都大学人文科学研究所附属漢字情報研究センター（きょうとだいがくじんぶんかがくけんきゅうじょ ふぞく かんじじょうほうけんきゅうセンター）、略称は「漢情研」、2023年10月までの旧称は京都大学人文科学研究所附属東アジア人文情報学研究センター（きょうとだいがくじんぶんかがくけんきゅうじょ ふぞく ひがしアジアじんぶんじょうほうがくけんきゅうセンター）、略称は「人情研」（じんじょうけん）である。

## 沿革
東方文化研究所
本機関の起源は1929年4月、義和団の乱の賠償金を資金とする「東方文化事業」の一環として設立された東方文化学院京都研究所まで遡る。この研究所は1938年に東方文化学院から分離して東方文化研究所と改称、ついで第二次世界大戦後の1949年に京都大学（旧）人文科学研究所（1939年発足）と対等合併して現在の（新）人文科学研究所が発足し、統合された東方文化研究所は人文研の「東方部」に改組された。新しく発足した人文研は北白川に所在する旧東方文化研究所の所屋に置かれることとなった（後述）。
東洋学文献センター
1965年4月、人文研内には新たに「附属東洋学文献センター」が設置された。東洋学文献センターは東洋学に関する文献・資料を収集・整理して研究者の共同利用に供し、また東洋学に関する学術情報活動を行うことを目的とした機関であり、当時文部省が日本学術会議の提言を受け、全国に5つ設置した「人文社会科学専門文献センター」の一つとして位置付けられていた。その後、手狭となった北白川の所屋から日本部・西洋部が東一条の新所屋へ移転し、北白川の所屋は東方部および東洋学文献センター専用の施設となった。
漢情研から人情研へ
20世紀末以降、厖大な量の歴史資料・文献のデジタル化が急速に進む中、漢字文献のデジタル化が著しく立ち後れている現状に鑑み、東洋学文献センターは従来からの東洋学に関する学術情報活動に加え、大量の漢字の利用を可能にする学術的に適正な漢字管理システムを開発し、漢字文献データベースを高度化していく活動を新たに担うこととなり、2000年4月に旧東方部の関連諸部門と統合され「附属漢字情報研究センター」へと拡大改組された。さらに2009年4月には、これらの事業の発展・継承を受けて現行の「附属東アジア人文情報学研究センター」に改められ京大人文研に附設された3研究機関の一つとなった。この時、人情研の組織は、意志決定機関である「運営委員会」のもとに「専門委員会」が設置され、さらにその下に「史料情報学部門」「言語情報学部門」「文献情報学部門」「目録情報学部門」が設置される形態に再編されている。
人文情報学創新センターへの改組
2023年10月からには地域・史料のかたちを限定しないとして、人文情報学創新センターへと改組された。

## 事業活動
「漢情研」時代には次のような事業が行われた。
- 資料収集・閲覧・複写・保存 - 漢情研「図書室」が担当。
- 出版 - 『東洋學文獻類目』・『漢字と情報』（広報誌）・『東方学資料叢刊』（『東洋學文獻センター叢刊』を改題）など。
- 各種イベント
  - 漢籍担当職員講習会 - 初級・中級をそれぞれ年1回開催。
  - 全國文獻・情報センター人文社會科學學術情報セミナー - 年1回開催。
  - 「東洋学へのコンピュータ利用」研究セミナー - 年1回開催。
- 漢字文献データベース
  - 東洋学文献類目検索 - 上記『東洋學文獻類目』のデータベース化。
  - 東方学デジタル図書館
  - その他
- 漢字処理システムの開発

「人情研」への改編に際して、上記の事業はいずれも継続となり、さらに新規事業として人文研所蔵の学術調査資料をデジタルアーカイブ化するプロジェクトが開始されたが、上記のような4部門への組織改編に伴い、「漢籍目録」・「文献類目」・「史料情報」・「研究支援」・「図書閲覧」の5事業に整理・再編されている。

### 関連事業
- 2003年に採択された京都大学での21世紀COEプログラム「東アジア世界の人文情報学研究教育拠点 漢字文化の全き継承と発展のために 」（学際・複合・新領域分野）は、当時の漢情研が主体となり開発したものであった。
- 全国漢籍データベース - 「漢字文献データベース化」事業と連携。
- CHISE プロジェクト

## 所屋
京都市左京区北白川東小倉町に設置されている所屋は、1930年11月、東方文化学院京都研究所として新築された建物で、武田五一と東畑謙三によって設計され、スパニッシュ様式の建物が特徴となっている。その後人文研との対等合併に伴い人文研本館として使用されたが、1975年、東一条に新館（現在は改築され京都大学物質-細胞統合システム拠点 (iCeMS) の所屋として使用）が完成したため本館はそちらに移転した。このため北白川の所屋は人文研の「分館」として東方部および附属東洋学文献センターが使用、その後、附属漢字情報研究センターの所屋として継承され現在に至っている。国の登録有形文化財に登録されているが、文化財としての登録名は旧称「京都大学人文科学研究所附属漢字情報研究センター」のままである。